# Giro d'Italia 2025
108. ročník etapového cyklistického závodu Giro d'Italia se konal mezi 9. květnem a 1. červnem 2025 v Itálii, Albánii a Slovinsku. Závod byl součástí UCI World Tour 2025 na úrovni 2. UWT.

## Týmy
Závodu se zúčastnilo všech 18 UCI WorldTeamů, které byly automaticky pozvány a byly povinny se zúčastnit. Zúčastnilo se také 5 ProTeamů.
UCI WorldTeamy
- Alpecin–Deceuninck
- Arkéa–B&B Hotels
- Cofidis
- Decathlon–AG2R La Mondiale
- EF Education–EasyPost
- Groupama–FDJ
- Ineos Grenadiers
- Intermarché–Wanty
- Lidl–Trek
- Movistar Team
- Red Bull–Bora–Hansgrohe
- Soudal–Quick-Step
- Team Bahrain Victorious
- Team Jayco–AlUla
- Team Picnic PostNL
- UAE Team Emirates XRG
- Visma–Lease a Bike
- XDS Astana Team

UCI ProTeamy
- Israel–Premier Tech
- Q36.5 Pro Cycling Team
- Team Polti VisitMalta
- Tudor Pro Cycling Team
- VF Group–Bardiani–CSF–Faizanè

## Trasa a etapy
| Etapa         | Datum         | Trasa                                             | Vzdálenost | Typ        | Typ                  | Vítěz                   |
| ------------- | ------------- | ------------------------------------------------- | ---------- | ---------- | -------------------- | ----------------------- |
| 1             | 9. května     | Drač (Albánie) – Tirana (Albánie)                 | 164 km     |            | Kopcovitá etapa      | Mads Pedersen (DEN)     |
| 2             | 10. května    | Tirana (Albánie) – Tirana (Albánie)               | 13,7 km    |            | Individuální časovka | Joshua Tarling (GBR)    |
| 3             | 11. května    | Vlora (Albánie) – Vlora (Albánie)                 | 160 km     |            | Kopcovitá etapa      | Mads Pedersen (DEN)     |
| 4             | 12. května    |                                                   |            |            | Volný den            | Volný den               |
| 4             | 13. května    | Alberobello – Lecce                               | 187 km     |            | Rovinatá etapa       | Casper van Uden (NED)   |
| 5             | 14. května    | Ceglie Messapica – Matera                         | 144 km     |            | Kopcovitá etapa      | Mads Pedersen (DEN)     |
| 6             | 15. května    | Potenza – Neapol                                  | 226 km     |            | Kopcovitá etapa      | Kaden Groves (AUS)      |
| 7             | 16. května    | Castel di Sangro – Tagliacozzo                    | 168 km     |            | Horská etapa         | Juan Ayuso (ESP)        |
| 8             | 17. května    | Giulianova – Castelraimondo                       | 197 km     |            | Kopcovitá etapa      | Luke Plapp (AUS)        |
| 9             | 18. května    | Gubbio – Siena                                    | 181 km     |            | Kopcovitá etapa      | Wout van Aert (BEL)     |
|               | 19. května    |                                                   |            |            | Volný den            | Volný den               |
| 10            | 20. května    | Lucca – Pisa                                      | 28,6 km    |            | Individuální časovka | Daan Hoole (NED)        |
| 11            | 21. května    | Viareggio – Castelnovo ne' Monti                  | 185 km     |            | Horská etapa         | Richard Carapaz (ECU)   |
| 12            | 22. května    | Modena – Viadana                                  | 172 km     |            | Rovinatá etapa       | Olav Kooij (NED)        |
| 13            | 23. května    | Rovigo – Vicenza                                  | 180 km     |            | Kopcovitá etapa      | Mads Pedersen (DEN)     |
| 14            | 24. května    | Treviso – Nova Gorica (Slovinsko)                 | 186 km     |            | Rovinatá etapa       | Kasper Asgreen (DEN)    |
| 15            | 25. května    | Fiume Veneto – Asiago                             | 214 km     |            | Horská etapa         | Carlos Verona (ESP)     |
|               | 26. května    |                                                   |            |            | Volný den            | Volný den               |
| 16            | 27. května    | Piazzola sul Brenta – San Valentino di Brentonico | 199 km     |            | Horská etapa         | Christian Scaroni (ITA) |
| 17            | 28. května    | San Michele all'Adige – Bormio                    | 154 km     |            | Horská etapa         | Isaac del Toro (MEX)    |
| 18            | 29. května    | Morbegno – Cesano Maderno                         | 144 km     |            | Kopcovitá etapa      | Nico Denz (GER)         |
| 19            | 30. května    | Biella – Champoluc                                | 166 km     |            | Horská etapa         | Nicolas Prodhomme (FRA) |
| 20            | 31. května    | Verrès – Sestriere                                | 203 km     |            | Horská etapa         | Chris Harper (AUS)      |
| 21            | 1. června     | Řím – Řím                                         | 141 km     |            | Rovinatá etapa       | Olav Kooij (NED)        |
| Celková délka | Celková délka | Celková délka                                     | 3 413,3 km | 3 413,3 km | 3 413,3 km           | 3 413,3 km              |

## Průběžné pořadí
| Etapa          | Vítěz             | Celkové pořadí | Bodovací soutěž | Vrchařská soutěž  | Soutěž mladých jezdců | Soutěž týmů           | Sprinterská soutěž | Cena bojovnosti    | Úniková soutěž     |
| -------------- | ----------------- | -------------- | --------------- | ----------------- | --------------------- | --------------------- | ------------------ | ------------------ | ------------------ |
| 1              | Mads Pedersen     | Mads Pedersen  | Mads Pedersen   | Sylvain Moniquet  | Francesco Busatto     | Lidl–Trek             | Manuele Tarozzi    | Alessandro Tonelli | Alessandro Verre   |
| 2              | Joshua Tarling    | Primož Roglič  | Mads Pedersen   | Sylvain Moniquet  | Mathias Vacek         | Lidl–Trek             | neuděleno          | neuděleno          | Alessandro Verre   |
| 3              | Mads Pedersen     | Mads Pedersen  | Mads Pedersen   | Lorenzo Fortunato | Mathias Vacek         | Lidl–Trek             | Alessandro Tonelli | Alessandro Tonelli | Alessandro Tonelli |
| 4              | Casper van Uden   | Mads Pedersen  | Mads Pedersen   | Lorenzo Fortunato | Mathias Vacek         | Lidl–Trek             | Alessandro Tonelli | Francisco Muñoz    | Alessandro Tonelli |
| 5              | Mads Pedersen     | Mads Pedersen  | Mads Pedersen   | Lorenzo Fortunato | Mathias Vacek         | Lidl–Trek             | Alessandro Tonelli | Davide Bais        | Alessandro Tonelli |
| 6              | Kaden Groves      | Mads Pedersen  | Mads Pedersen   | Lorenzo Fortunato | Mathias Vacek         | Lidl–Trek             | Alessandro Tonelli | neuděleno          | Alessandro Tonelli |
| 7              | Juan Ayuso        | Primož Roglič  | Mads Pedersen   | Lorenzo Fortunato | Juan Ayuso            | UAE Team Emirates XRG | Alessandro Tonelli | Alessandro Tonelli | Alessandro Tonelli |
| 8              | Luke Plapp        | Diego Ulissi   | Mads Pedersen   | Lorenzo Fortunato | Juan Ayuso            | UAE Team Emirates XRG | Alessandro Tonelli | Lorenzo Fortunato  | Alessandro Tonelli |
| 9              | Wout van Aert     | Isaac del Toro | Mads Pedersen   | Lorenzo Fortunato | Isaac del Toro        | UAE Team Emirates XRG | Alessandro Tonelli | Quinten Hermans    | Alessandro Tonelli |
| 10             | Daan Hoole        | Isaac del Toro | Mads Pedersen   | Lorenzo Fortunato | Isaac del Toro        | UAE Team Emirates XRG | Alessandro Tonelli | neuděleno          | Alessandro Tonelli |
| 11             | Richard Carapaz   | Isaac del Toro | Mads Pedersen   | Lorenzo Fortunato | Isaac del Toro        | UAE Team Emirates XRG | Alessandro Tonelli | Nairo Quintana     | Alessandro Tonelli |
| 12             | Olav Kooij        | Isaac del Toro | Mads Pedersen   | Lorenzo Fortunato | Isaac del Toro        | UAE Team Emirates XRG | Alessandro Tonelli | Andrea Pietrobon   | Manuele Tarozzi    |
| 13             | Mads Pedersen     | Isaac del Toro | Mads Pedersen   | Lorenzo Fortunato | Isaac del Toro        | UAE Team Emirates XRG | Alessandro Tonelli | Lorenzo Germani    | Manuele Tarozzi    |
| 14             | Kasper Asgreen    | Isaac del Toro | Mads Pedersen   | Lorenzo Fortunato | Isaac del Toro        | UAE Team Emirates XRG | Alessandro Tonelli | Kasper Asgreen     | Manuele Tarozzi    |
| 15             | Carlos Verona     | Isaac del Toro | Mads Pedersen   | Lorenzo Fortunato | Isaac del Toro        | UAE Team Emirates XRG | Alessandro Tonelli | Marco Frigo        | Manuele Tarozzi    |
| 16             | Christian Scaroni | Isaac del Toro | Mads Pedersen   | Lorenzo Fortunato | Isaac del Toro        | UAE Team Emirates XRG | Alessandro Tonelli | Lorenzo Fortunato  | Manuele Tarozzi    |
| 17             | Isaac del Toro    | Isaac del Toro | Mads Pedersen   | Lorenzo Fortunato | Isaac del Toro        | UAE Team Emirates XRG | Dries De Bondt     | Lorenzo Fortunato  | Manuele Tarozzi    |
| 18             | Nico Denz         | Isaac del Toro | Mads Pedersen   | Lorenzo Fortunato | Isaac del Toro        | UAE Team Emirates XRG | Dries De Bondt     | Wout van Aert      | Manuele Tarozzi    |
| 19             | Nicolas Prodhomme | Isaac del Toro | Mads Pedersen   | Lorenzo Fortunato | Isaac del Toro        | UAE Team Emirates XRG | Mads Pedersen      | Nicolas Prodhomme  | Manuele Tarozzi    |
| 20             | Chris Harper      | Simon Yates    | Mads Pedersen   | Lorenzo Fortunato | Isaac del Toro        | UAE Team Emirates XRG | Dries De Bondt     | Chris Harper       | Manuele Tarozzi    |
| 21             | Olav Kooij        | Simon Yates    | Mads Pedersen   | Lorenzo Fortunato | Isaac del Toro        | UAE Team Emirates XRG | Dries De Bondt     | Martin Marcellusi  | Manuele Tarozzi    |
| Konečné pořadí | Konečné pořadí    | Simon Yates    | Mads Pedersen   | Lorenzo Fortunato | Isaac del Toro        | UAE Team              | Dries De Bondt     | Wout van Aert      | Manuele Tarozzi    |

## Konečné pořadí
| Legenda | Legenda                         | Legenda | Legenda                               |
| ------- | ------------------------------- | ------- | ------------------------------------- |
|         | Označuje lídra celkového pořadí |         | Označuje lídra vrchařské soutěže      |
|         | Označuje lídra bodovací soutěže |         | Označuje lídra soutěže mladých jezdců |
|         | Označuje vítěze ceny bojovnosti |         |                                       |

### Celkové pořadí
| Pořadí | Jezdec                  | Tým                     | Čas         |
| ------ | ----------------------- | ----------------------- | ----------- |
| 1      | Simon Yates (GBR)       | Visma–Lease a Bike      | 79h 18' 42" |
| 2      | Isaac del Toro (MEX)    | UAE Team Emirates XRG   | + 3' 56"    |
| 3      | Richard Carapaz (ECU)   | EF Education–EasyPost   | + 4' 43"    |
| 4      | Derek Gee (CAN)         | Israel–Premier Tech     | + 6' 23"    |
| 5      | Damiano Caruso (ITA)    | Team Bahrain Victorious | + 7' 32"    |
| 6      | Giulio Pellizzari (ITA) | Red Bull–Bora–Hansgrohe | + 9' 28"    |
| 7      | Egan Bernal (COL)       | Ineos Grenadiers        | + 12' 42"   |
| 8      | Einer Rubio (COL)       | Movistar Team           | + 13' 05"   |
| 9      | Brandon McNulty (USA)   | UAE Team Emirates XRG   | + 13' 36"   |
| 10     | Michael Storer (AUS)    | Tudor Pro Cycling Team  | + 14' 27"   |

### Bodovací soutěž
| Pořadí | Jezdec                   | Tým                        | Body |
| ------ | ------------------------ | -------------------------- | ---- |
| 1      | Mads Pedersen (DEN)      | Lidl–Trek                  | 277  |
| 2      | Olav Kooij (NED)         | Visma–Lease a Bike         | 135  |
| 3      | Wout van Aert (BEL)      | Visma–Lease a Bike         | 127  |
| 4      | Dries De Bondt (BEL)     | Decathlon–AG2R La Mondiale | 119  |
| 5      | Isaac del Toro (MEX)     | UAE Team Emirates XRG      | 109  |
| 6      | Casper van Uden (NED)    | Team Picnic PostNL         | 88   |
| 7      | Richard Carapaz (ECU)    | EF Education–EasyPost      | 77   |
| 8      | Alessandro Tonelli (ITA) | Team Polti VisitMalta      | 76   |
| 9      | Alessandro Tonelli (ITA) | Team Polti VisitMalta      | 72   |
| 10     | Orluis Aular (VEN)       | Movistar Team              | 68   |

### Vrchařská soutěž
| Pořadí | Jezdec                  | Tým                           | Body |
| ------ | ----------------------- | ----------------------------- | ---- |
| 1      | Lorenzo Fortunato (ITA) | XDS Astana Team               | 355  |
| 2      | Christian Scaroni (ITA) | XDS Astana Team               | 201  |
| 3      | Nicolas Prodhomme (FRA) | Decathlon–AG2R La Mondiale    | 107  |
| 4      | Manuele Tarozzi (ITA)   | VF Group–Bardiani–CSF–Faizanè | 87   |
| 5      | Carlos Verona (ESP)     | Lidl–Trek                     | 61   |
| 6      | Chris Harper (AUS)      | Team Jayco–AlUla              | 60   |
| 7      | Richard Carapaz (ECU)   | EF Education–EasyPost         | 47   |
| 8      | Romain Bardet (FRA)     | Team Picnic PostNL            | 47   |
| 9      | Isaac del Toro (MEX)    | UAE Team Emirates XRG         | 45   |
| 10     | Pello Bilbao (ESP)      | Team Bahrain Victorious       | 42   |

### Soutěž mladých jezdců
| Pořadí | Jezdec                        | Tým                     | Čas          |
| ------ | ----------------------------- | ----------------------- | ------------ |
| 1      | Isaac del Toro (MEX)          | UAE Team Emirates XRG   | 79h 22' 28"  |
| 2      | Giulio Pellizzari (ITA)       | Red Bull–Bora–Hansgrohe | + 5' 32"     |
| 3      | Max Poole (GBR)               | Team Picnic PostNL      | + 14' 19"    |
| 4      | Davide Piganzoli (ITA)        | Team Polti VisitMalta   | + 23' 57"    |
| 5      | Antonio Tiberi (ITA)          | Team Bahrain Victorious | + 42' 08"    |
| 6      | Embret Svestad-Bårdseng (NOR) | Arkéa–B&B Hotels        | + 1h 02' 44" |
| 7      | Edoardo Zambanini (ITA)       | Team Bahrain Victorious | + 1h 22' 03" |
| 8      | Marco Frigo (ITA)             | Israel–Premier Tech     | + 1h 28' 24" |
| 9      | Gianmarco Garofoli (ITA)      | Soudal–Quick-Step       | + 1h 49' 57" |
| 10     | Igor Arrieta (ESP)            | UAE Team Emirates XRG   | + 1h 56' 19" |

### Soutěž týmů
| Pořadí | Tým                     | Čas          |
| ------ | ----------------------- | ------------ |
| 1      | UAE Team Emirates XRG   | 238h 16' 27" |
| 2      | Team Bahrain Victorious | + 58' 40"    |
| 3      | Visma–Lease a Bike      | + 1h 15' 37" |
| 4      | XDS Astana Team         | + 1h 46' 40" |
| 5      | Tudor Pro Cycling Team  | + 1h 52' 53" |
| 6      | Movistar Team           | + 1h 52' 56" |
| 7      | Team Picnic PostNL      | + 2h 25' 21" |
| 8      | Red Bull–Bora–Hansgrohe | + 2h 52' 52" |
| 9      | Israel–Premier Tech     | + 3h 06' 01" |
| 10     | Ineos Grenadiers        | + 3h 09' 08" |